# Vertrag von Paris (1810)
Im Vertrag von Paris vom 6. Januar 1810 wurde der Kriegszustand zwischen Frankreich und Schweden beendet. Schweden erhielt nach den vertraglich getroffenen Vereinbarungen Schwedisch-Pommern mit der Insel Rügen, beteiligte sich andererseits im Gegenzug an der gegen Großbritannien gerichteten Kontinentalsperre. 
Als Napoléon Bonaparte Schweden zwang, Krieg mit Großbritannien zu führen – der Krieg wurde zwar erklärt, aber beiderseits nicht geführt – und widerrechtlich Schwedisch-Vorpommern für seinen Russlandfeldzug besetzte, wandte sich Schwedens Kronprinz Karl Johann, der bis zum 23. September 1810 Marschall von Frankreich war, vom napoleonischen Frankreich ab.
Siehe auch: Koalitionskriege